# El asalto (película de 1960)
El asalto es una película de Argentina en blanco y negro dirigida por Kurt Land según el guion de Ariel Cortazzo sobre el libro de Enrique Silberstein que se estrenó el 5 de mayo de 1960 y que tuvo como protagonistas a Alberto de Mendoza, Egle Martin, Luis Tasca, Tato Bores, Osvaldo Terranova y Thelma del Río.

## Sinopsis
Un grupo heterogéneo roba un banco.

## Reparto
Colaboraron en la película los siguientes intérpretes:
| Actor                 | Personaje       |
| --------------------- | --------------- |
| Alberto de Mendoza    | Marcos Pando    |
| Egle Martin           | Mónica          |
| Luis Tasca            | Antonio         |
| Tato Bores            | Yo              |
| Osvaldo Terranova     | Policía         |
| Thelma del Río        | Cecilia         |
| Argentino Ledesma     | Carlos Aguirre  |
| Mario Lozano          | Alberto         |
| Héctor Méndez         | Oscar           |
| Irma Gabriel          | Mariana         |
| Osvaldo María Cabrera |                 |
| Víctor Catalano       |                 |
| José De Ángelis       | Comisario Oliva |
| Conrado Diana         |                 |
| Rolando Dumas         | Francisco Coba  |
| Ángel Díaz            |                 |
| Mariquita Gallegos    | Mujer en boite  |
| Claudia Lapacó        | Mujer en boite  |
| René Lester           |                 |
| Pablo Moret           |                 |
| Miguel Paparelli      | Ordenanza       |
| Gilberto Peyret       | Sanz            |
| María Esther Rodrigo  |                 |
| Carlos Roig           |                 |
| Félix Tortorelli      | Cajero          |
| Graciela Lobato       |                 |
| Bruno Arnó            |                 |
| Miguel Quarto         |                 |
| Héctor Berro García   |                 |
| Cristi Foronda        |                 |
| Osvaldo María Cabrera |                 |
| F. del Gallo          |                 |
| María Marín           |                 |
| María Esther Rodrigo  |                 |
| Carlos Mendy          |                 |
| Domingo Sciaraffoa    |                 |
| José Mansur           |                 |
| E. J. Pellegrini      |                 |
| Jorge Dragone         |                 |

## Comentarios
Jorge Miguel Couselo escribió en Correo de la Tarde: "Falta ingenio y sobra el trazo grueso, si bien la dirección no desentona" y para Manrupe y Portela es un "policial farsesco que copia demasiado a otros films mejores sobre el tema".